# Kyllinga beninensis
Kyllinga beninensis là loài thực vật có hoa trong họ Cói. Loài này được Samain, Reynders & Goetgh. mô tả khoa học đầu tiên năm 2006.